# The Beast Is Back
The Beast Is Back je sedmé studiové album americké heavy metalové hudební skupiny Blue Cheer, vydané v roce 1984. Předchozí album Oh! Pleasant Hope bylo vydané už 13 let před tímto.

## Seznam skladeb
1. "Nightmares" (Dickie Peterson) – 5:03
2. "Summertime Blues" (Jerry Capehart, Eddie Cochran) – 3:57
3. "Ride with Me" (Tony Rainier) – 5:25
4. "Girl Next Door" (Tony Rainier) – 3:39
5. "Babylon" (Dickie Peterson) – 4:12
6. "Heart of the City" (Dr. Richard Peddicord) – 4:19
7. "Out of Focus" (Dickie Peterson) – 3:43
8. "Parchment Farm" (Mose Allison) – 6:55

## Sestava
- Dickie Peterson – baskytara, zpěv
- Tony Rainier – kytara, doprovodný zpěv
- Paul Whaley – bicí